# Торбан (видавництво)

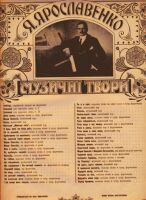
Обкладинка збірка творів Ярослава Ярославенка — музична накладня «Торбан» приблизно 1920—1923 р.

«Торбан» — музичне видавництво у Львові, діяло під керівництвом Осипа Роздольського (1891—1901) і Ярослава Ярославенка (1905—1939).
Накладом «Торбану» вийшло близько 350 більших і менших музичних творів, переважно галицьких композиторів.